# 弗拉薩季 (明尼蘇達州)
弗拉薩季（英語：Vlasaty）是位於美國明尼蘇達州道奇縣的一個非建制地區。

## 歷史
弗拉薩季的郵局於1896年成立，其後於1906年停運。此地由鐵路公司老闆命名。

## 地理
弗拉薩季所處的海拔為高於海平面406米（即1332英呎），而該地所採用的時區為UTC-6，即北美中部時區（CST）。同時該地設有夏令時間，為UTC-6調快一小時，即UTC-5（CDT）。